# Palazzo delle Nazioni (Dušanbe)
Il Palazzo delle Nazioni (in tagico Kohi Millat) sorge a Dušanbe, capitale del Tagikistan, ed è la residenza ufficiale del capo dello Stato. L'edificio, in stile neoclassico, inaugurato nel 2002, è sormontato da una cupola di 18 m di diametro con al centro un pennone sul quale sventola una bandiera nazionale a 50 m da terra. La struttura è stata realizzata dalla italiana Codest.
Di fronte al palazzo presidenziale si trova invece il cosiddetto "pennone di Dušanbe", innalzato nel 2011 che con 165 m di altezza è il secondo pennone più alto della terra dopo quello di Gedda (Arabia Saudita). Il pennone sostiene una bandiera nazionale che misura 30m per 60m.